# Малюшин (Мазовецьке воєводство)
Малюшин (пол. Maluszyn) — село в Польщі, у гміні Щутово Серпецького повіту Мазовецького воєводства.
Населення — 129 осіб (2011).
У 1975-1998 роках село належало до Плоцького воєводства.

## Демографія
Демографічна структура станом на 31 березня 2011 року:
|          | Загалом | Допрацездатний вік | Працездатний вік | Постпрацездатний вік |
| -------- | ------- | ------------------ | ---------------- | -------------------- |
| Чоловіки | 59      | 10                 | 44               | 5                    |
| Жінки    | 70      | 15                 | 41               | 14                   |
| Разом    | 129     | 25                 | 85               | 19                   |